# Gustaf Aulén
Gustaf Emanuel Hildebrand Aulén, född 15 maj 1879 i Ljungby församling i Kalmar län, död 16 december 1977, var en svensk professor i teologi samt biskop i Strängnäs stift 1933–1952.

## Biografi

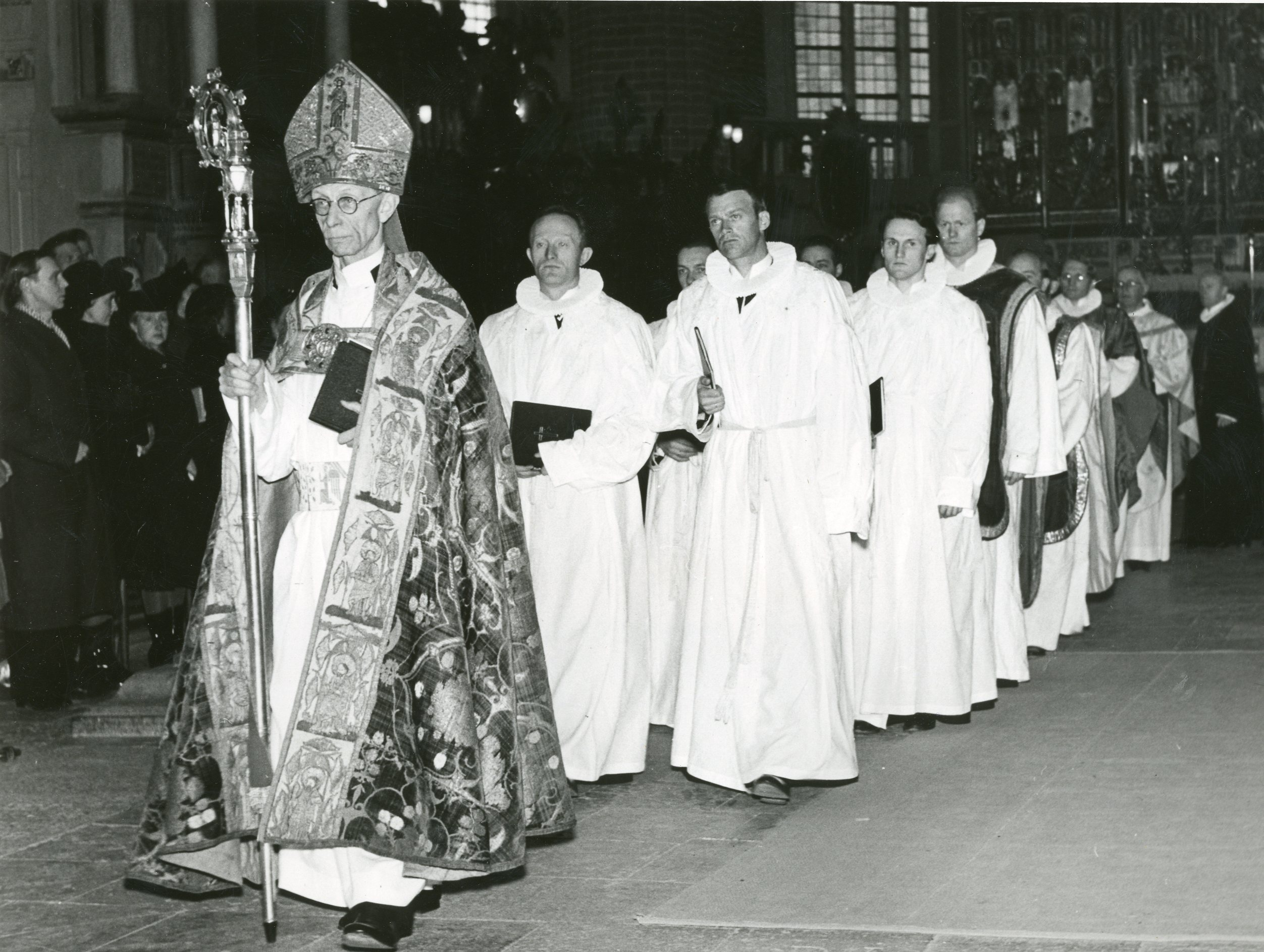
Gustaf Aulén i Strängnäs domkyrka 1944, under en prästvigning av norska präster i landsflykt under andra världskriget.

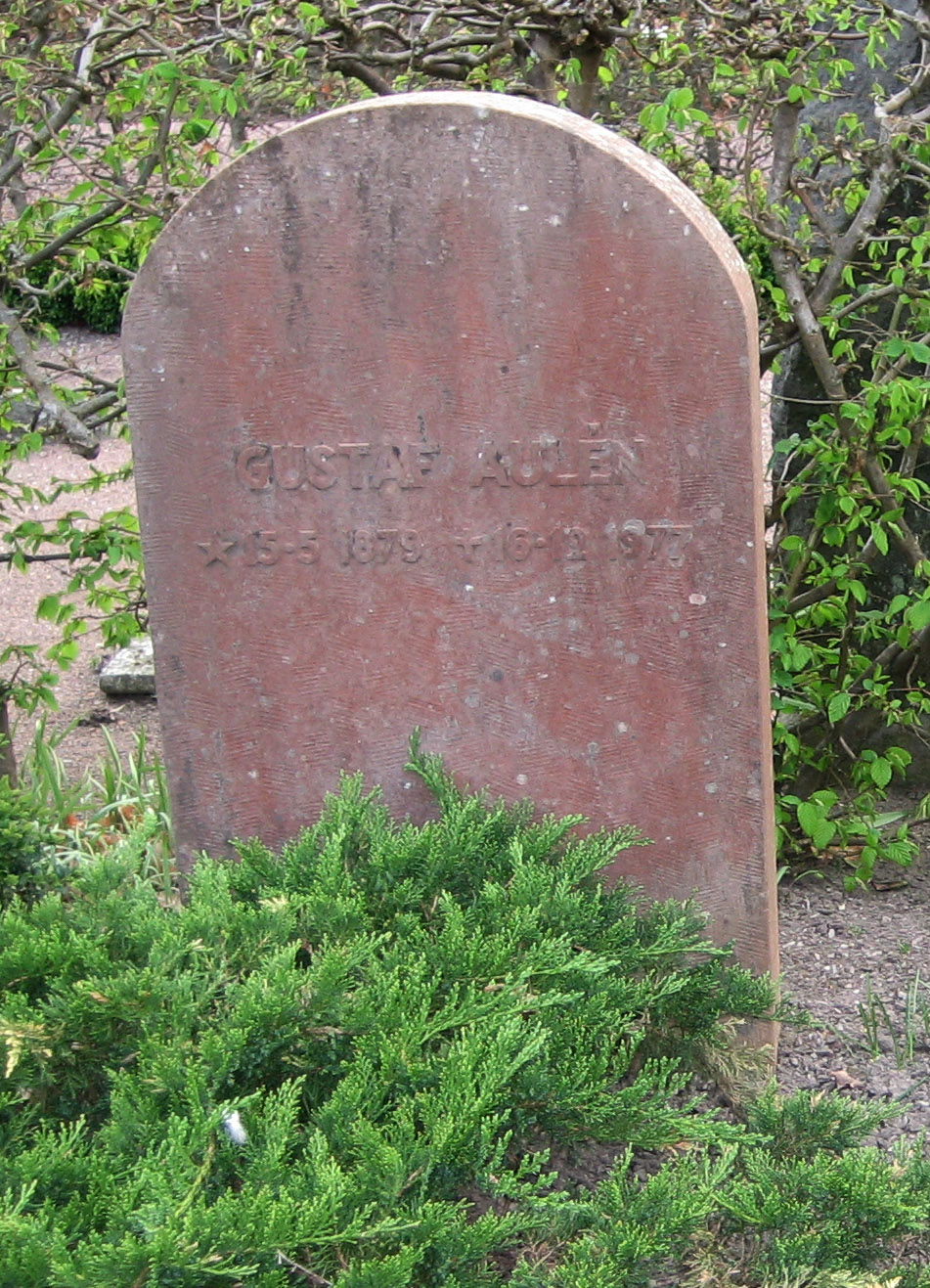
Gustaf Auléns gravsten på Norra kyrkogården i Lund.

Aulén var son till kyrkoherde Johan Aulén och Maria Hildebrand. Han gifte sig 1907 med Kristine Bjørnstad. Systern Gertrud undervisade på Sigtuna folkhögskola.
Aulén avlade filosofie kandidatexamen 1899, teologie licentiatexamen 1906, promoverades till teologie doktor 1915 och blev 1907 docent i teologisk encyklopedi, 1910 i dogmatik, allt vid Uppsala universitet, och 1913 professor i systematisk teologi vid Lunds universitet. 
Aulén gav ut flera betydande teologiska verk, bl.a. Den allmänneliga kristna tron, Dramat och symbolerna och Kristen Gudstro i förändringens värld. Den förstnämnda utgavs i sex olika upplagor 1923–1965, och varje upplaga är så kraftigt reviderad att det nästan är helt nya böcker. I stället för att producera en sjunde upplaga gav han ut just Kristen Gudstro i förändringens värld 1967. Aulén räknas som en av Lundateologerna tillsammans med Anders Nygren, Ragnar Bring och Gustaf Wingren. 
Aulén var även kompositör och bland annat ordförande i den kommitté som låg bakom 1939 års koralbok. Han finns representerad i 1986 års psalmbok med två tonsättningar som används till tre psalmer (nr 62 används också till nr 258, samt nr 83)
På fredsdagen 1945 var Aulén jämte Yngve Larsson en av de två svenska kulturpersoner som bjöds in att uttala sig om Nordens nyvunna frihet i Svenska Dagbladet. Dessa två dog för övrigt samma dag.
Gustaf Aulén ligger begravd på Norra kyrkogården i Lund. Han var farfar till ornitologen och ekologen Gustaf Aulén samt till sångerskan Kerstin Aulén.

## Utmärkelser och ledamotskap
Gustaf Aulén utsågs till hedersdoktor vid universiteten i Erlangen, Saint Andrews, Oslo och Glasgow samt vid Augustana College. Aulén blev hedersledamot vid Kalmar nation i Lund 1913 och var nationens inspektor 1930–1932. Aulén var styrelseledamot i Samfundet Nordens Frihet 1945.  År 1946 mottog han storkorset av Sankt Olavs Orden "for særlig fremragende fortjenester av Norges sak under krigen". År 1963 tilldelades Aulén Medaljen för tonkonstens främjande. Aulén invaldes som ledamot av Humanistiska Vetenskapssamfundet i Lund 1918. Han invaldes som ledamot av Musikaliska akademien 1938 och var dess preses 1944–1950.

## Gustaf Auléns prisfond
Gustaf Auléns prisfond instiftades 1962 då Gustaf Aulén överlämnade en penningsumma, som insamlats till hans 80-årsdag, till en fond som skulle förvaltas av Sveriges Kyrkosångsförbunds centralkommitté. År 1964 överlämnades pengar från insamlingen till 85-årsdagen. År 1972, då Kyrkosångens Vänner tillsammans med Sveriges Kyrkosångsförbund och Laurentius Petri Sällskapet bildade RISK, Riksförbund tillfördes ytterligare medel. (Numera heter organisationen åter Sveriges Kyrkosångsförbund, SKsf) Bland stipendiaterna märks bland andra Sven-Erik Bäck, Eric Ericson, Egil Hovland, Sven-David Sandström och Fredrik Sixten. Vid 2015 års förbundsstämma delade man ut det sista Aulénpriset, då pengarna i fonden var slut.

## Kompositioner
- Fädernas kyrka (1937 nr 169), tonsatt 1909.
- Guds kärlek är som stranden med text av Anders Frostenson. Tonsättning finns i Aulens självbiografi, "Från Mina 96 År" (se tryckta källor)
- O liv, som blev tänt (1937 nr 332 & 1986 nr 258), tonsatt 1937. Samma melodi används även till:
  - Än finns det en värld (1986 nr 62)
- Som klaraste vattuflöden (1986 nr 83), tonsatt 1936